# Уле-Юган Дал
Уле-Юган Дал (норв. Ole-Johan Dahl; 12 жовтня 1931, Мандал — 29 червня 2002) — норвезький інформатик. Був професором комп'ютерних наук в Університеті Осло. Його вважають одним з творців Simula та об'єктно-орієнтованого програмування разом із Крістеном Нюгором.

## Зноски
1. ↑  Store norske leksikon — 1978. — ISSN 2464-1480
2. ↑  Aftenposten — Schibsted Media, 1860. — ISSN 0804-3116; 0807-2027
3. ↑  LIBRIS — Королівська бібліотека Швеції, 2012.
4. ↑  Ole-Johan Dahl. Store norske leksikon. Архів оригіналу за 23 жовтня 2016. Процитовано 1 травня 2017.
5. ↑  Eirik Rossen. Kristen Nygaard. Norsk biografisk leksikon. Архів оригіналу за 20 жовтня 2016. Процитовано 1 травня 2017.